# Lavendelblättriger Salbei
Der Lavendelblättrige Salbei oder Spanische Salbei (Salvia lavandulifolia) ist eine Pflanzen-Art in der Familie der Lippenblütengewächse (Lamiaceae).

## Beschreibung
Der Halbstrauch besitzt aufrechte oder aufsteigende Zweige. Er wird 30 bis 100 Zentimeter hoch. Die Blätter sind gestielt und eiförmig bis elliptisch. Die jüngeren Blätter sind weißlichgrau. 
Die Blüten stehen in sechs- bis achtblütigen Scheinquirlen, die mehr oder weniger weit voneinander entfernt stehen. Die Blütenkrone ist 2 bis 2,5 Zentimeter lang und hell blauviolett. Die Oberlippe ist fast gerade, die Unterlippe ist dreilappig. Der Kelch ist purpurn überlaufen und drüsig punktiert. Er hat oft einfache Haare, aber keine Drüsenhaare.

## Vorkommen
Der Lavendelblättrige Salbei ist nur in Südfrankreich, Spanien und Nordwest-Afrika beheimatet. Er wächst in Felsfluren der Montanstufe.